# Park Narodowy Amboseli

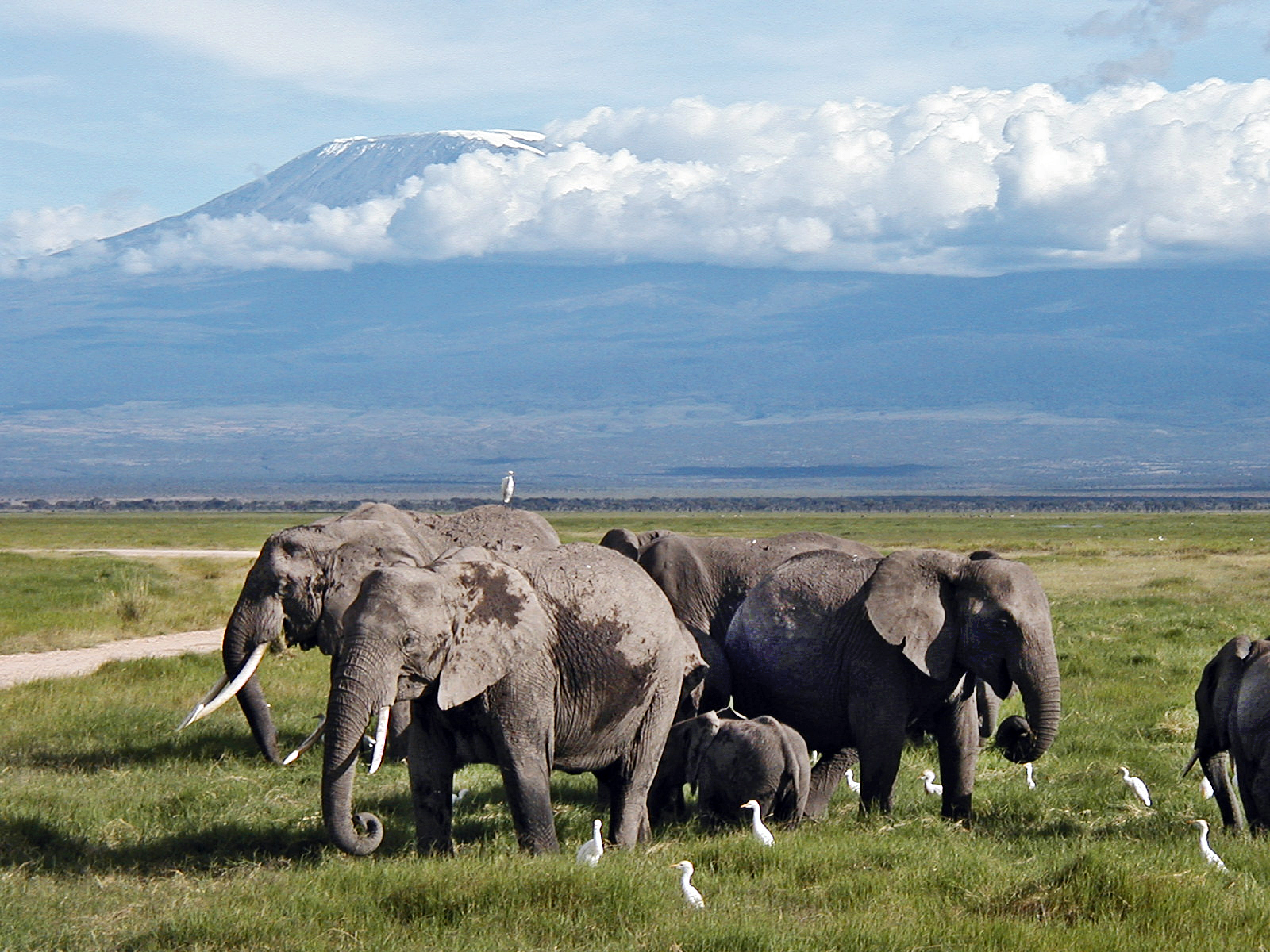
Słonie na bagnach Parku Narodowego Amboseli, w tle góra Kilimandżaro

Park Narodowy Amboseli (ang. Amboseli National Park) – park narodowy w południowej Kenii przy granicy z Tanzanią, obejmuje powierzchnię 390,26 km². Został założony w 1974 roku w miejsce istniejącego tu wcześniej od 1968 roku rezerwatu przyrody. W 1991 roku organizacja UNESCO uznała park za rezerwat biosfery.

## Przyroda nieożywiona
Teren parku obejmuje północno-zachodnie stoki góry Kilimandżaro, przy granicy z Tanzanią. Na jego zachodnich krańcach leży też okresowe Jezioro Amboseli (jezioro istniało tu właściwie w plejstocenie, lecz jego niecka została wypełniona lawą z wulkanu Kilimandżaro – obecnie jest to raczej podmokły, bagnisty teren w porze deszczowej, na którym znajdują się liczne niewielkie pagórki pochodzenia wulkanicznego). Średnia roczna suma opadów w okolicy Amboseli wynosi około 300 mm (waha się między 200 a 700 mm).

## Flora
Roślinność to głównie suche zarośla, sawanny, oraz unikatowe zbiorowiska bagienne (głównie turzycowiska). Obszary bagienne porośnięte są ciborą papirusową (Cyperus papyrus). Otaczają je zarośla Acacia xanthophloea. Występują również zadrzewienia Acacia tortilis. Wokół niecki jeziora rosną zbiorowiska krzewów Acacia–Commiphora oraz Salvadora persica i Suaeda monoica.

## Fauna
Park zamieszkany jest przez ogromne stada słoni. Ponadto żyją tu między innymi hipopotamy, bawoły, żyrafy, lamparty, pawiany, hieny i szakale. Dawniej występowały tu także lwy, zostały jednak wytrzebione przez Masajów. Nosorożce czarne (Diceros bicornis) żyjące na terenie parku zostały wybite.

### Awifauna
W parku odnotowano około 400 gatunków ptaków (według BirdLife International; wedle Kenijskiej Służby Ochrony Przyrody jest to 600 gatunków). Od 2001 roku uznawany jest przez BirdLife International za ostoję ptaków IBA. Podczas przelotów pojawiają się tu m.in. pustułeczki (Falco naumanni). Do innych gatunków odnotowanych w parku należą między innymi lelek białowąsy (Caprimulgus fraenatus), toko żółtodzioby (Tockus flavirostris) i czarnoskrzydły (T. deckeni), dzierzba sawannowa (Lanius cabanisi) i żałobna (L. dorsalis), błyszczak półobrożny (Lamprotornis hildebrandti) i szarawy (L. fischeri), nektarnik ostrosterny (Cinnyris nectarinioides), motylik błękitnogłowy (Uraeginthus cyanocephalus) i wdówka płowosterna (Vidua fischeri).